# Hacker News
Hacker News, abgekürzt auch HN ist eine Social-News-Website, die vornehmlich Softwareentwickler, Existenzgründer und Unternehmer anspricht. Hacker News wird vom US-amerikanischen Unternehmen Y Combinator betrieben. Die Nachrichten stammen oft aus den Bereichen Informatik, Wissenschaft und Unternehmertum. Es gilt der Leitsatz, dass jeder Inhalt erwünscht ist, der die intellektuelle Neugier befriedigt.

## Geschichte
Hacker News wurde von Paul Graham im Februar 2007 gegründet. Ursprünglich hieß die Website Startup News, gelegentlich auch News.YC. Im August 2007 wurde die Website in Hacker News umbenannt. Hacker News wurde als Projekt von Y Combinator entwickelt, unter anderem um die Programmiersprache Arc auszuprobieren und zu verbessern, bei deren Entwicklung Graham beteiligt war.
Ende März 2014 beendete Graham seine Führungsrolle bei Y Combinator und überließ die Betreuung von Hacker News den Mitarbeitern des Gründerzentrums.

## Vision, Methoden und Kritik
Die Grundidee von Hacker News war, eine Community ähnlich den Anfängen von Reddit aufzubauen. Es ist eine Möglichkeit zum Melden von Spam vorhanden. Um auf die Hauptseite zu gelangen, benötigte 2013 eine Nachricht 100 positive Bewertungen.
Graham hofft, dass bei Hacker News der Eternal September vermieden werden kann. Auf Hacker News arbeiten automatisierte Filter gegen Flaming und Spam. Ebenso wird Hellbanning praktiziert und eine Software eingebunden, die verhindern soll, dass voting rings bestimmte Neuigkeiten mit Absicht nach oben wählen.
Laut einem 2013 erschienenen Bericht bei TechCrunch gibt es laut Graham Beschwerden, dass es bei der Themenauswahl eine Verzerrung hin zu Neuigkeiten gebe, die besonders mit Y Combinator in Verbindung stehen. Der Gründer erwiderte daraufhin, dass es keine solche Verzerrung gebe. Er fügte hinzu, dass ihm des Öfteren vorgeworfen werde, es gebe solche Verzerrungen, ebenso wie Zensur auf der Seite.